# Анна Марія Саксонська
Анна Саксонська (нім. Anna von Sachsen, повне ім'я Анна Марія Максиміліана Стефанія Кароліна Йоганна Луїза Ксаверія Непомусена Алоїзія Бенедікта Саксонська, нім. Anna Maria Maximiliane Stephania Karoline Johanna Luisa Xaveria Nepomucena Aloysia Benedicta von Sachsen; 4 січня 1836 — 10 лютого 1859) — саксонська принцеса з династії Веттінів, донька короля Саксонії Йоганна I та баварської принцеси Амалії Августи, дружина австрійського ерцгерцога і спадкоємця Великого герцогства Тосканського Фердинанда.

## Життєпис
Анна народилась 4 січня 1836 року у Дрездені. Вона була сьомою дитиною і четвертою донькою в сім'ї саксонського кронпринца Йоганна та його дружини Амалії Августи Баварської. Дівчинка мала трьох старших братів: Альберта, Фрідріх Августа та Георга і трьох сестер: Марію Августу, Єлизавету та Марію Сидонію. Згодом народились менші: Маргарита та Софія.
Дядько Фрідріх Август II помер у 1854 і королем Саксонії став батько дівчинки, Йоганн. Того ж року Анна познайомилася із Фердинандом Тосканським, сином Леопольда II, що близько товаришував з Йоганном.

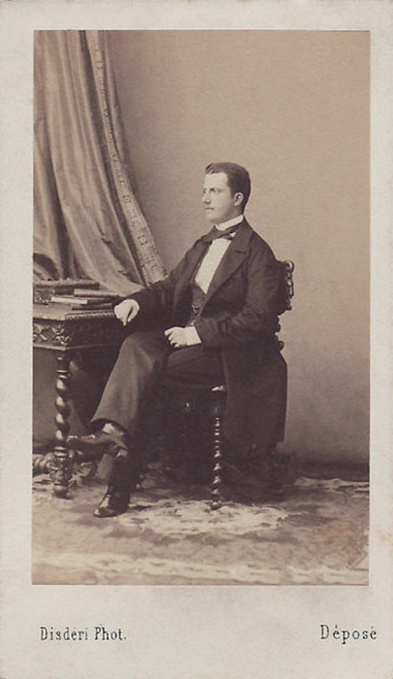
Фердинанд Тосканський

24 листопада 1856 року, за три тижні після весілля молодшої сестри Маргарити, у Дрездені Анна взяла шлюб із Фердинандом. Нареченій було 20, нареченому — 21. З цього приводу Анну було нагороджено орденом Зіркового хреста.
На початку 1858 вона народила доньку. Невдовзі Анна знову завагітніла. Та взимку, під час подорожі до Неаполя, захворіла на черевний тиф, і у неї трапився викидень. Від ускладнень тифу принцеса померла за кілька днів. 17 березня 1859 її з почестями поховали у базиліці Святого Лоренцо у Флоренції. У церкві святої Клари в Неаполі, поруч з похованнями Бурбон-Сицилійських принців, було зведено кенотаф.
У квітні герцогська родина через народне повстання була змушена залишити Флоренцію. У липні Леопольд II зрікся престолу, і новим правителем Тоскани став Фердинанд. Проте, його правління було виключно номінальним, оскільки повернутися до країни він не міг. Обране Народне зібрання офіційно відсторонило великого герцога від влади 16 серпня, а 22 березня 1860 Сардинське королівство приєднало Тоскану до своїх володінь. Все своє подальше життя Фердинанд провів у Австрії, оселившись у Зальцбургу. За дев'ять років після смерті першої дружини, він вдруге побрався із принцесою Парми, Алісою, що також, після революцій 1859, опинилася у вигнанні.

## Родина
Чоловік — Фердинанд Тосканський
Діти:
- Марія Антуанетта (1858—1883) — мала слабке здоров'я, через це стала абатисою Терезіанського інституту шляхтянок у Градчанах.[6] Померла від туберкульозу у віці 25 років. У ХХ столітті з'явились чутки про її одруження у 1880 із кронпринцом Рудольфом[7] і, навіть, народження сина[8][9][10]. Проте, документально це не підтверджено.